# 沈伯玉
沈伯玉（419年—475年），南朝宋官员，字德润，吳興郡武康县人。
沈伯玉是沈穆夫之孙，沈虔子之子。温厚恭謙，能作文章。年轻时在武陵王劉駿属下为武陵国侍郎，转右常侍，南中郎行参军。元嘉三十年（453年），劉駿即位为宋孝武帝，沈伯玉任員外散騎郎。顏竣请为左衛司馬。後出补句容县令，在县有能干的名声。在江夏王劉義恭属下为太宰行参軍，与奉朝请谢超宗、何法盛在东宫校书。出任余姚县令，召還担任衛尉丞。大明七年（463年），在晋安王劉子勛属下为前軍行参軍，侍奉劉子勛读书。孝武帝以沈伯玉容貌好像画图仲尼像，常喊他孔丘。大明八年（464年），劉子勛担任镇军将軍、雍州刺史，沈伯玉跟随为镇军行佐。
宋前废帝时，沈伯玉为转参军事。宋明帝即位，泰始二年（466年），劉子勛起兵，沈伯玉担任府功曹。劉子勛称帝，以沈伯玉为中書侍郎。劉子勛敗亡，沈伯玉下獄。後来恢复原官，明帝任命他为南台御史，转任武陵王劉贊属下武陵国詹事。又转任大农、因母亲年老解职。晩年与司徒袁粲、司空褚渊交友。选为永世县令、永興县令，有政绩。元徽三年（475年）去世，享年五十七岁。